# Seul (chanson de Johnny Hallyday, 1998)
Pour les articles homonymes, voir Seul.
Pour la chanson de 2014, voir Seul (chanson de Johnny Hallyday, 2014).
Singles de Johnny Hallyday
Allumer le feu
(1998) Requiem pour un fou
(1999, avec Lara Fabian)
Clip vidéo
[vidéo] « Seul », sur YouTube
Seul est une chanson de Johnny Hallyday issue de son album de 1998 Ce que je sais. Elle est également sortie en single et s'est classée à la 32e place du Top 50 en septembre 1998.

## Développement et composition
La chanson a été écrite par Lionel Florence et Pascal Obispo. L'enregistrement a été produit par Pascal Obispo.

## Liste des pistes
Single CD (1998, Philips Mercury 566 446-2)
1. Seul (4:54)
2. Le Chant des partisans (4:52)[2]

## Classements
| Classement (1998) | Meilleure position |
| ----------------- | ------------------ |
| France (SNEP)     | 32                 |